# Frequenz-Relevanz-Analyse für Probleme
Die Frequenz-Relevanz-Analyse für Probleme (FRAP) ist ein Instrument des Qualitätsmanagements. Sie dient zur Sortierung von auftretenden Problemklassen nach ihrer Häufigkeit und Wichtigkeit und ist eine Weiterentwicklung der Problem-Detecting-Methode.

## Einsatzfähigkeit
Die Frequenz-Relevanz-Analyse eignet sich gut für die Dienstleistungsqualität bei Dienstleistungen, die von den Kunden häufig und über einen längeren Zeitraum in Anspruch genommen werden.

## Durchführung
1. Aufstellung einer Liste möglicher Probleme (z. B. mittels Critical Incident-Technik)
2. Sortierung der Probleme in Gruppen (Problemklassen)
3. Kundenbefragung (Wie häufig tritt das Problem auf und wie groß ist die Verärgerung darüber?)
4. Auswertung

## Auswertung
Die Ergebnisse der Kundenbefragung werden in ein Diagramm eingetragen. Dabei dienen die Problemrelevanz (gering bis hoch) und die Problemfrequenz (selten bis häufig) als Achsen  des Koordinatensystems (siehe auch Paretodiagramm).